# 인플루엔자 백신
인플루엔자 백신(Influenza vaccines 인플루엔자 백신[*], flu shots 플루 샷[*], flu jabs 플루 잽[*])은 인플루엔자 바이러스의 감염에 대항하여 예방하는 백신이다. 인플루엔자 바이러스가 급속히 변화하기 때문에 새로운 버전의 백신이 한 해에 두 차례 개발된다. 효능은 해마다 다양하지만 대부분은 인플루엔자에 대항하여 준수한 정도의 예방을 제공한다. 미국 질병통제예방센터(CDC)는 항인플루엔자 백신이 질병, 병원 방문, 입원, 사망 수를 줄여준다고 예측한다. 접종된 노동자가 독감에 걸릴 경우 평균적으로 반나절을 더 일찍 업무에 복귀할 수 있다. 2세 미만 또는 65세 초과의 백신 효능은 낮은 질의 연구로 인해 알려져 있지 않은 상황이다. 아동을 접종시키면 그 주변의 인원들 또한 예방시키는 효력이 있을 수 있다.
세계보건기구(WHO)와 CDC는 나이가 6개월 이상인 거의 모든 사람들은, 특히 고위험군은 해마다 접종할 것을 권고한다. 유럽질병관리예방센터 또한 고위험군의 연간 접종을 권고한다. 이 그룹들은 임신한 여성, 노인, 6개월~5세 사이의 어린이, 기타 건강 질환을 앓는 사람들, 의료에 종사하는 사람들이 포함된다.
이 백신은 대체적으로 안전하다. 접종을 받은 어린이들 가운데 5~10 퍼센트에게 발열이 발생한다. 일시적인 근육통이나 피곤한 느낌 또한 찾아올 수 있다. 특정한 해에 이 백신은 100만 도스(dose) 중 대략 1명 꼴로 노인에게 길랭-바레 증후군의 증가와 관련되었다. 이전 버전의 백신에 심각한 알레르기가 있는 사람에게는 투여하지 않는 것이 좋다. 대부분의 인플루엔자 바이러스들이 알에 기반한 기법들을 사용하여 생산하지만, 인플루엔자 백신들은 그럼에도 불구하고 달걀 알레르기가 있는 사람들에게 권고된다. (알레르기가 심각한 경우라 할지라도) 이 백신은 비활성(inactive) 바이러스 형태와 약화된(weakened) 바이러스 형태로 출시된. 비활성화 버전은 임신한 여성에게 사용하는 것이 좋다. 근육 주사, 비강 스프레이, 피내 주사 형태로 출시된다.

항인플루엔자 접종은 1930년대에 시작되었으며 1945년을 기점으로 미국에서 대량으로 이용이 가능하게 되었다. 의료제도에 필수적인 가장 효과적이고 안전한 의약품 목록인 WHO 필수 의약품 목록에 등재되어 있다. 개발도상국의 도매가는 2014년 기준으로 1회 복용량 당 약 $5.25 USD이다. 미국 내 비용은 2015년 기준으로 $25 USD 미만이다.

## 의학적 이용

### 효능
| 2004 | 10% |
| 2005 | 21% |
| 2006 | 52% |
| 2007 | 37% |
| 2008 | 41% |
| 2009 | 56% |
| 2010 | 60% |
| 2011 | 47% |
| 2012 | 49% |
| 2013 | 52% |
| 2014 | 19% |
| 2015 | 48% |
| 2016 | 40% |
| 2017 | 36% |
| 2018 | 47% |

### 부작용
인플루엔자 백신의 부작용 중 하나는 생바이러스를 수태한 닭 알에 배양을 시키는 과정의 존재 때문에 달걀 알레르기 반응이 일어날 수 있는 가능성이 있다.